# 平知時
平 知時（たいら の ともとき、生没年不詳）は、平安時代末期の平家一門の男性。平知盛の子。従四位少将。按察使局伊勢の養子となった平右忠は知時の四男である。　

## 系譜
- 父：平知盛
- 四男：平右忠